# 4170 Semmelweis
4170 Semmelweis (1980 PT) là một tiểu hành tinh vành đai chính được phát hiện ngày 6 tháng 8 năm 1980 bởi Zdeňka Vávrová ở Klet.